# Gewestelijke fietsroutes
De gewestelijke fietsroutes zijn een netwerk van fietsroutes binnen het Brussels Hoofdstedelijk Gewest.

## Opbouw
Het netwerk bestaat uit een vijfledige structuur:
- De Groene Wandeling die de buitengrens van het Brussels Hoofdstedelijk Gewest uitmaakt;
- 12 Radiale fietsroutes die het centrum van het Brussels Hoofdstedelijk Gewest verbinden met de Vlaamse rand.  Deze zijn genummerd van 1 tot en met 12;
- 3 Ring- en boogvormige fietsroutes;
- 3 Bijzondere fietsroutes, genoemd naar fysieke kenmerken:
  - CK zijnde Canal/Kanaal
  - SZ zijnde Senne/Zenne
  - MM zijnde Maelbeek/Maalbeek
- 1 Bijzondere fietsroute, genoemd naar politieke kenmerken:
  - PP zijnde Palais/Paleizen

Zij worden aangevuld door GemFR, Gemeentelijke Fietsroutes.
De markering van deze fietsroutes maakt het voorwerp uit van een meerjarenplan.  Anno 2011 zijn de fietsroutes nog steeds niet volledig afgebakend.
Gewestelijke Fietsroutekaarten geven aan hoe zij aansluiten op de Vlaamse en Europese netwerken.